# عزبية (مسكن)
العَزَبِيَّة منزل أو شَقَّةٌ صغيرة يعيش فيها الأعزب أو الوحيد. لا توجد معايير دقيقة لكيفية تصنيف مسكنٍ أنه عزبيةٌ أم لا.